# 愛されるより 愛したい
「愛されるより 愛したい」（あいされるより あいしたい）は、KinKi Kidsの2枚目のシングル。1997年11月12日に8cmCDで発売。発売元はジャニーズ・エンタテイメント。
2007年12月26日に12cmCD（マキシシングル）として再発売をしている。

## 解説
初回盤は、1998年スケジュール帳&オリジナルシール付き。初回盤が終了し通常版に切り替わった後、クリスマスシーズンに入った12月からはクリスマスカードを特典に付けたものも発売されたが収録内容は同一。なお、クリスマスまでの間、このカード付きCDのTVCMとしてC/Wの「ひとりぼっちのクリスマス」をメインにし、KinKi Kids自らがナレーションを担当したCMがオンエアーされた。これは『39』初回特典DVDには未収録。
2020年8月22日放送分のフジテレビ『KinKi Kidsのブンブブーン』にお笑いコンビのEXITがリモートでゲスト出演した際、堂本光一から「この曲の仮タイトルが”EXIT”」と明かされると2人は驚きの表情を見せ、KinKi Kidsと意外な繋がりが判明した。
2022年7月21日放送分のフジテレビ『VS魂グラデーション』にKinKi Kidsが『LOVE LOVE あいしてる』チームとして出演した際、ナレーションを担当したフジテレビの斉藤舞子アナウンサーが「元々は”青春の光”と言うタイトルだったけど、KinKi Kidsが自ら曲のタイトルの変更を提案し、大ヒットに繋がった」と説明した。

## チャート成績
オリコン週間ランキングで、初週50.5万枚を売り上げ、初登場1位を獲得した。2017年現在、自己最高の初週（初動）セールスを記録している。CD累計売上は164.5万枚を記録しており、累計売上では前作「硝子の少年」に次いで2位である。

## 収録曲
1. 愛されるより 愛したい
（作詞：森浩美　作曲：馬飼野康二　編曲：CHOKKAKU　コーラスアレンジ：岩田雅之）
堂本剛・堂本光一主演の日本テレビ系土曜グランド劇場『ぼくらの勇気 未満都市』主題歌。当時のジャニーズJr.のTVステージでは『未満都市』主要キャストである松本潤・相葉雅紀・小原裕貴・穴沢真啓がセンターで歌唱していた。
この曲の作詞を担当した森浩美はのちに「とてもプレッシャーのかかった作品でした。デビュー作が、200万枚ものセールスがあり、その2弾目となるものでしたから、コケるわけにはいかなかったのです」と回想している[5]。当初のタイトルは「青春の光」。サビの歌詞も「愛されるよりも～」の部分のメロディに「青春の光～」と乗るものであったが、KinKi Kids自ら反対し変更された[6]。
当初、後に『B album』に収録された坂本龍一・作曲による『イノセント・ウォーズ』が2ndシングルの候補になっていたが、KinKi Kids自らが反対し、この『愛されるより 愛したい』を推した。
2017年7月1日放送の『THE MUSIC DAY 2017 願いが叶う夏』では突発性難聴で出演をキャンセルした剛の代理として光一の希望で『未満都市』の主要キャストでありJr.時代この曲でバックダンサーとして務め、Jr.ステージではマイクを取っていた相葉・松本（嵐）と共に披露した。
出版者：日本テレビ音楽株式会社&ブライト・ノート・ミュージック
2. ひとりぼっちのクリスマス
（作詞・作曲：Sally-Shu / 編曲：岩瀬聡志）
1997年12月30日に放送されたフジテレビ系『LOVE LOVE あいしてる』では披露されたが、コンサートでは一度も披露されたことはない。
出版者：ブライト・ノート・ミュージック
3. 愛されるより 愛したい (オリジナル・カラオケ)
4. ひとりぼっちのクリスマス (オリジナル・カラオケ)

## 参加ミュージシャン
※クレジットは『KinKi Single Selection』より
- 愛されるより 愛したい
  - ALL INSTRUMENTS：CHOKKAKU
  - CHORUS：岩田雅之

## 収録アルバム
- 愛されるより 愛したい
  - B album
  - KinKi Single Selection
  - The BEST
- ひとりぼっちのクリスマス

（アルバム未収録）

## 映像作品
- 愛されるより 愛したい
  - us
  - Asian Biggest Live with 光一Birthday KinKi Kids 3 days Panic! at TOKYO DOME '98-'99
  - KinKi KISS Single Selection
  - 風雲再起近畿小子2001台北演唱會 〜KinKi Kids Returns! 2001 Concert Tour in Taipei〜
  - KinKi Kids Dome F Concert 〜Fun Fan Forever〜
  - KinKi Kids Dome Tour 2004-2005 -Font De Anniversary.-
  - Ø（初回限定盤）
  - We are Øn' 39!! and U? KinKi Kids Live in DOME 07-08
  - KinKi you DVD
  - KinKi Kids concert tour J
  - KinKi Kids 2010-2011 〜君も堂本FAMILY〜
  - K album（初回限定盤）
  - KinKi Kids Concert -Thank you for 15years- 2012-2013
  - KinKi Kids Concert 「Memories & Moments」
  - 2015-2016 Concert KinKi Kids
  - We are KinKi Kids Dome Concert 2016-2017 TSUYOSHI & YOU & KOICHI
  - MTV Unplugged: KinKi Kids
  - KinKi Kids CONCERT 20.2.21 -Everything happens for a reason-
  - KinKi Kids O正月コンサート2021
  - KinKi Kids Concert 2022-2023 24451〜The Story of Us〜
  - KinKi Kids Concert 2023-2024 〜Promise Place〜
  - 39 Very much